# ماساهیرو سوکیگارا
ماساهیرو سوکیگارا (انگلیسی: Masahiro Sukigara؛ زادهٔ ۲ آوریل ۱۹۶۶) بازیکن فوتبال اهل ژاپن است.
از باشگاه‌هایی که در آن بازی کرده‌است می‌توان به باشگاه فوتبال اوراوا رد دیاموندز و باشگاه فوتبال توکیو وردی اشاره کرد.